# Crenigomphus
Crenigomphus is een geslacht van libellen (Odonata) uit de familie van de rombouten (Gomphidae).

## Soorten
Crenigomphus omvat 6 soorten:
- Crenigomphus abyssinicus (Selys, 1878)
- Crenigomphus cornutus Pinhey, 1956
- Crenigomphus denticulatus Selys, 1892
- Crenigomphus hartmanni (Förster, 1898)
- Crenigomphus kavangoensis Suhling & Marais, 2010
- Crenigomphus renei Fraser, 1936